# Ödeshög
Ödeshög est une localité de Suède dans la commune d'Ödeshög, dont elle est le chef-lieu, située dans le comté d'Östergötland.
Sa population était de 2 680 habitants en 2019.